# Desa Bojongsalam (administrativ by i Indonesien, lat -6,99, long 107,81)
Desa Bojongsalam är en administrativ by i Indonesien.   Den ligger i provinsen Jawa Barat, i den västra delen av landet, 140 km sydost om huvudstaden Jakarta.